# 威廉·康拉德·乔丹
威廉·康拉德·乔丹（英語：William Conrad Jordan，1898年6月25日—1968年7月13日），美国前男子赛艇运动员。他曾代表美国参加1920年夏季奥林匹克运动会赛艇比赛，获得男子八人单桨有舵手金牌。